# Trond Egil Soltvedt
Trond Egil Soltvedt é um médio da Noruega que nasceu em 15 de Fevereiro de 1967 em Voss.

## Clubes
- 1988-1991 : Viking FK  Noruega
- 1992-1994 : SK Brann  Noruega
- 1995-1997 : Rosenborg BK  Noruega
- 1997-1999 : Coventry City  Inglaterra
- 1999-2001 : Southampton FC  Inglaterra
- 2001-2003 : Sheffield Wednesday  Inglaterra
- 2004 : IL Hovding  Noruega